# Apolytikon
L'Apolytikion (grec ancien : απόλυσις, apolusis, « renvoi, congé ») est dans l'office des Églises d'Orient — Églises orthodoxes et Églises catholiques de rite byzantin — le tropaire principal de l'ordinaire d'un office ; il évoque les saints ou les fêtes célébrés ce jour.

## Fonction liturgique
L'apolytikion est une pièce d'hymnographie répétée plusieurs fois dans le cycle quotidien des offices. Il apparaît tout d'abord à la fin de l'office de vêpres, avant le congé (d'où son nom) ; dans les matines, au début de l'office, introduit par le chant « Le Seigneur est Dieu et il nous est apparu, béni soit Celui qui vient au nom du Seigneur » puis à nouveau à la fin, après la grande doxologie. Dans les petites complies, il est chanté peu après le Credo, vers le milieu de l'office. Aux heures, il suit immédiatement les trois psaumes initiaux. Enfin, dans la divine liturgie, il est chanté après l'invitatoire et la petite entrée, ce qui fut historiquement le début de la liturgie (avant l'intégration des typiques ou antiennes à cet office).
Aux grandes fêtes, l'apolytikion est chanté ou récité à l'office de minuit, aux grandes complies et aux typiques.